# Кипринский сельсовет
Кипринский сельсовет — муниципальное образование со статусом сельского поселения и административно-территориальное образование в Шелаболихинском районе Алтайского края России. Административный центр — село Киприно.
Законом Алтайского края от 4 июля 2017 года № 49-ЗС Кипринский и Омутский сельсоветы были преобразованы, путём их объединения, в Кипринский сельсовет с административным центром в селе Киприно.

## Население
| 1997  | 1998  | 1999  | 2000  | 2001  | 2002  |
| ----- | ----- | ----- | ----- | ----- | ----- |
| 1906  | ↘1873 | ↗1890 | ↗1940 | ↗1984 | ↗2077 |
| 2003  | 2004  | 2005  | 2006  | 2007  | 2008  |
| ↘1970 | ↗1985 | ↗2010 | ↘1995 | ↘1985 | ↘1955 |
| 2009  | 2010  | 2011  | 2012  | 2013  | 2014  |
| ↘1728 | ↘1726 | ↘1719 | ↘1701 | ↘1691 | ↘1666 |
| 2015  | 2016  | 2017  | 2018  | 2019  | 2020  |
| ↗1668 | ↘1651 | ↘1644 | ↗2095 | ↘2094 | ↗2109 |
| 2021  |       |       |       |       |       |
| ↘2090 |       |       |       |       |       |

По результатам Всероссийской переписи населения 2010 года, численность населения муниципального образования составила 1726 человек, в том числе 821 мужчина и 905 женщин. Оценка Росстата на 1 января 2012 года — 1701 человек.

## Населённые пункты
В состав сельского поселения входит 5 населённых пунктов:
- село Киприно,
- село Новосёловка,
- село Омутское.
- село Сакмарино,
- село Селезнево.